# Aurelio de' Giorgi Bertola
Aurelio de' Giorgi Bertola (Rimini, 4 agosto 1753 – Rimini, 30 giugno 1798) è stato un poeta e scrittore italiano.

## Biografia
Destinato alla vita ecclesiastica dalle cattive condizioni economiche della famiglia, compì i primi studi presso il seminario di Todi e a soli quindici anni entrò nell'abbazia senese di Monte Oliveto, dalla quale presto fuggì per arruolarsi in Ungheria. A causa della sua debole costituzione dovette però abbandonare la vita militare e riprendere quella del monastero dove fu riaccolto con l'incarico di lettore.
Fin dagli esordi mostrò un acuto interesse per le correnti preromantiche straniere, in particolare per quelle tedesche, e nel 1774, con il Saggio di Odi italiane e il carme Le notti Clementine, pubblicato con il titolo La Notte, acquistò una certa notorietà letteraria.
Nel 1776 pubblicò a Siena in forma anonima un volumetto intitolato Versi e Prose, contenente audaci sonetti e brevi racconti in forma di apologo, inneggianti ad una vita spensierata, mossa dal piacere e dalla fusione con la natura. L'opera ebbe notevole successo, venendo più volte ristampata.
Assunse il ruolo di docente di storia e geografia nell'Accademia della Marina, a Portici. In questa fase artistica risentì dell'influenza di Sannazzaro e di Metastasio. In un secondo tempo si avvicinò al sensismo. I primi anni trascorsi in riva al Tirreno lo videro protagonista della vita galante e sociale, richiesto particolarmente, pare, « dalle dame della corte di Ferdinando IV e Maria Carolina ».
Al periodo napoletano può essere fatta risalire la sua iniziazione alla massoneria. Nel 1782 risulta infatti nel piè di lista della loggia "La Vittoria", insieme, tra l'altro, a Vittorio Alfieri.
Era il 1779 quando apparve la raccolta Poesie campestri e marittime, coeva all'Idea della poesia alemanna, edita in una prima versione e, nel 1784, in due volumi col titolo Idea della bella letteratura alemanna. Nel 1783 riguadagnò la città natale. Divenuto prete secolare, ebbe una relazione con la nobildonna veronese Elisa Contarini Mosconi, da cui nacque la figlia Lauretta (1785).
A Vienna entrò in contatto con il concittadino Giuseppe Garampi, nunzio apostolico nella città, il cui interessamento fruttò a Bertola la prestigiosa cattedra di Storia presso l'Università di Pavia (1783). In questi anni il poeta riminese si consacrò al lavoro accademico, senza tuttavia trascurare la produzione artistica: diede alla luce le Favole e le Lettere campestri, mentre la pubblicazione dell'Elogio di Gessner è del 1789. Del celebre autore degli Idilli, Bertola aveva già curato una traduzione, e durante il viaggio in Svizzera, effettuato attorno alla metà degli anni Ottanta, lo conobbe personalmente.
Inoltre, gli anni pavesi vedono una progressione del Bertola nell'istituzione massonica: nel 1785 risulta come "compagno" (2º grado) tra i fratelli della loggia "La Concordia" di Milano, mentre l'anno precedente è Giovanni Viazzoli, allora segretario della loggia provinciale della Lombardia austriaca, a puntare sulla collaborazione del Bertola per impiantare una loggia di Liberi Muratori in quel di Pavia.
Negli anni successivi si impegnò in molte traduzioni di opere straniere oltre a pubblicare idilli, favole, saggi, impressioni di viaggi. Le elogiative Osservazioni sopra Metastasio sono del 1784, mentre quattro anni dopo viene dato alle stampe il Saggio sopra la favola, una delle sue opere più celebri e significative. Il Saggio sopra la Grazia nelle lettere ed arti appartiene al medesimo periodo, anche se la pubblicazione, postuma, avverrà solo nel 1822.
Nell'ultimo periodo di vita si entusiasmò per la Rivoluzione francese e pubblicò in Romagna il Giornale patriottico. Del 1795 è una delle sue opere più famose, Viaggio sul Reno.
Conobbe il giovanissimo Foscolo, frequentatore come lui del salotto veneziano di Isabella Teotochi Albrizzi. La stima dell'adolescente ci è stata tramandata dall'ode giovanile La campagna (che nel 1795 risultava compiuta), dedicata a Bertola, in cui il giovane poeta zacintio « percote ardita lira, / e co' suoi canti vola / al suo gentil Bertòla » (vv.10-12), « del tenero, / Gesnèr felice alunno » (37-38), e chiama ad adorarlo « d'Aprile e dell'Autunno / le Grazie e i lindi Amori / coronati di fiori » (40-42), in una poesia in cui domina la serena e spensierata contemplazione della natura, tema appunto caro al riminese.
Tra il 1783 e il 1795 Bertola soggiornò spesso in laguna, dove partecipava assiduamente alla vita mondana e culturale. Ebbe relazioni amorose con Alba Corner Vendramin - animatrice anch'essa di un celebre salotto - e con la stessa Isabella Teotochi. Gli ultimi anni coincisero con il sopraggiungere di problemi di salute ingravescenti, sicché nel 1798, dopo aver aderito alla Repubblica Cisalpina ed aver operato a Milano come giornalista, tornò nella città natale per morirvi prima di aver compiuto 45 anni.

## Opere
- Osservazioni sopra Metastasio con alcuni versi, Bassano, A spese Remondini di Venezia, 1784
- Aurelio Bertola de' Giorgi, Viaggio sul Reno e ne' suoi contorni, Rimini, Albertini, 1795.